# Brunn im Felde
Brunn im Felde ist eine Ortschaft und eine Katastralgemeinde der Gemeinde Gedersdorf im Bezirk Krems-Land in Niederösterreich.

## Geografie
Der Ort liegt südöstlich von Gedersdorf an der Landesstraße L7073. Im Osten fließt der Kamp beim Ort vorbei. Der Ortsname weist auf ein zu Tage tretendes Wasser oder Quelle hin. Auf dem rechteckigen Anger in der Ortsmitte befindet sich ein Teich.

## Geschichte
Die Römer erreichten auch das nördliche Donauufer, wie ein im Ort aufgefundener Grabstein eines römischen Soldaten aus der Zeit Marc Aurels belegt.
Ort Ort scheint erstmals im Jahr 1114 auf, als Anselm von Hetzmannsdorf-Brunn als Zeuge in einer Klosterneuburger Stiftsurkunde genannt wird. Er ist der erstgeborene Sohn von Azzo von Gobatsburg, dem Stammvaters der Kuenringer, was auf einen verschwundenen Ansitz der Kuenringer beim Ort hindeutet. Weiters waren im Ort die Domvögte von Regensburg, das Stift Göttweig, die Propstei Berchtesgaden und das Kloster Admont in der Steiermark begütert.
Im Jahr 1822 wurde der Ort als Dorf mit 46 Häusern genannt, das über eine Pfarre und eine Schule verfügte. Die Herrschaft Grafenegg besaß die Ortsobrigkeit, übte die Landgerichtsbarkeit aus und besorgte die Konskription. Die Untertanen und Grundholde des Ortes gehörten den Herrschaften Grafenegg, Eisenthür und Göttweig.
Laut Adressbuch von Österreich waren im Jahr 1938 in der Ortsgemeinde Brunn im Felde ein Binder, zwei Gastwirte, drei Gemischtwarenhändler, ein Schmied, zwei Schuster, ein Tischler, ein Wagner und mehrere Landwirte ansässig. Weiters gab es eine Gärtnerei der Spar- und Kreditgenossenschaft der Gärtner Wien XXI und das Werk der Gedersdorfer Holzindustrie und Sägewerk Schafranek.
Die Gemeinde Gedersdorf in ihrer heutigen Form entstand 1967 durch den freiwilligen Zusammenschluss der Gemeinden Gedersdorf, Brunn im Felde mit Stratzdorf, sowie Theiß mit Altweidling, Schlickendorf und Donaudorf.

## Öffentliche Einrichtungen
In Brunn befindet sich ein Kindergarten.

## Sehenswürdigkeiten
- Katholische Pfarrkirche Brunn im Felde hl. Jakobus
- Admonterhof, ehemaliger Wirtschaftshof des Stiftes Admont, seit 1814 in Privatbesitz